# Lygarina aurantiaca
Lygarina aurantiaca är en spindelart som först beskrevs av Simon 1905.  Lygarina aurantiaca ingår i släktet Lygarina och familjen täckvävarspindlar. Inga underarter finns listade i Catalogue of Life.